# Killing Point
Killing Point (Kill Switch) è un film direct-to-video del 2008 diretto da Jeff King.

## Trama
Insieme al collega, Jacob King indaga su Lazarus, un assassino seriale. Le indagini però sono ostacolate da un agente dell'FBI che non approva i metodi di King. La situazione si complica quando Lazarus, riesce a procurarsi il DNA di King, che userà per incastrarlo.